# Орлака
Орлака (словен. Orlaka) — поселення в общині Требнє, регіон Південно-Східна Словенія, Словенія.